# Józef Grabski z Grabia
Józef Grabski z Grabia herbu Pomian – chorąży kowalski w latach 1738-1754, stolnik inowrocławski w latach 1737-1738, stolnik bydgoski w latach 1736-1737, cześnik bydgoski w latach 1726-1736.
Poseł województwa brzeskokujawskiego na sejm konwokacyjny 1733 roku. Był członkiem konfederacji generalnej zawiązanej 27 kwietnia 1733 roku na tym sejmie.